# Aralia dasyphylloides
Aralia dasyphylloides là một loài thực vật có hoa trong Họ Cuồng. Loài này được (Hand.-Mazz.) J.Wen mô tả khoa học đầu tiên năm 1994.